# Hôtel de ville de Vienne
L'Hôtel de ville de Vienne, est situé au cœur du centre-ville de Vienne.

## Historique
Avant 1768, l'Hôtel de Rachais, est la propriété de Hugues, marquis de Rachais, seigneur de Montferrat, de Liergues et de Mollaron, soldat dans le régiment du Poitou.
Après sa réorganisation en 1768, le corps municipal acquiert en 1771 l'Hôtel particulier au marquis de Rachais pour en faire l'Hôtel de ville ; l'entrée de faisait alors Rue Marchande par une porte cochère.
Au premier étage, les transformations ultérieures ont préservé la chambre à alcôve et son décor peint inspiré des œuvres de Nicolas Possin et Sébastien Bourdon (fin XVIIe siècle) et de la mythologie antique (guerre de Troie, divinités gréco-romaine)
Le grand salon est orné vers 1781 de grandes toiles, peintes par l'archéologie Pierre Schneyder et inspirées des antiquités et monuments viennois redécouverts.
La façade actuelle est mise en valeur en deux campagnes de travaux: entre 1804 et 1808, pour les portiques du rez-de-chaussée, et  entre 1850 et 1852 pour la loggia du premier étage surmonté d'un beffroi et de l'horloge publique.